# مدیریت ساخت
مدیریت ساخت (انگلیسی: Construction management) یا مدیریت پروژه ساختمانی، گونه‌ای خدمات حرفه‌ای است که با بهره‌گیری از تکنیک‌های تخصصی و ابزارهای مدیریت پروژه، برای نظارت بر برنامه‌ریزی، طراحی و ساخت یک پروژه ساخت، از ابتدا تا انتها، مورد استفاده قرار می‌گیرد. روش مدیریت ساخت، با تمامی سیستم‌های تحویل پروژه همچون طراحی-ساخت، طرح-مناقصه-ساخت و مشارکت در ساخت، سازگار است و هدف آن کنترل زمان، هزینه و کیفیت پروژه می‌باشد. مدیران حرفه‌ای ساخت‌وساز اغلب در پروژه‌های سرمایه‌ای، طرح‌های بلندمدت، پروژه‌های سرمایه‌گذاری تجاری، احداث زیرساخت‌های حمل‌ونقل و نظامی، سازه‌ها و تأسیسات صنعتی از تکنیک‌های مدیریت ساخت استفاده می‌کنند.